# Alchemilla fluminea
Alchemilla fluminea är en rosväxtart som beskrevs av Fröhner. Alchemilla fluminea ingår i släktet daggkåpor, och familjen rosväxter. Inga underarter finns listade i Catalogue of Life.